# Marek Otisk
Marek Otisk (11. dubna 1976 Ostrava) je český filosof, historik filosofie, vysokoškolský pedagog a editor.

## Život
Po maturitě studoval v letech 1994–1999 filosofii a historii na Filozofické fakultě Masarykovy univerzity, magisterský titul obdržel za diplomovou práci Metafyzika: její subjekt cíl; náčrt této problematiky u Avicenny, Anselma z Canterbury a Jana Dunse Scota. Dále pokračoval tamtéž v doktorském studiu filosofie, které ukončil v roce 2002 disertační prací Kompetence rozumu při zrodu scholastiky; klášterní škola v Le Bec.
Od roku 2002 působí jako odborný pracovník ve Filozofickém ústavu Akademie věd ČR, v Oddělení pro dějiny starší české a evropské filosofie. Od téhož roku také vyučuje na Filozofické fakultě Ostravské univerzity. V letech 2010–2014 působil na téže fakultě jako proděkan pro zahraniční vztahy a rozvoj, od r. 2014 zde působí jako proděkan pro vědu a výzkum.
V roce 2010 obhájil na Filozofické fakultě Univerzity Palackého v Olomouci habilitační práci Voluntas namque dei numquam est irrationabilis – sola ratione podle Anselma z Canterbury a získal titul docent.
Je členem redakčních rad českých i zahraničních odborných časopisů (Pro-Fil, Aithér, Kuděj, Gerbertus: International Academic online Publication on History of Medieval Science). Působil jako redaktor v ostravském vydavatelství Montanex.

## Dílo
Ve své odborné a badatelské činnosti se zabývá středověkou filosofií, zvláště logikou (Anselm z Canterbury a další představitelé tzv. logiky vetus) a metafyzikou (opět Anselmem a také dědictvím arabské metafyziky Avicennovy a Averroesovy), v poslední době také vědou (matematikou a astronomií u Gerberta z Aurillacu). Při studiu středověké filosofie se zaměřuje především na peripatetická témata. Je autorem několika monografií a mnoha odborných studií.

### Monografie
- Na cestě ke scholastice. Klášterní škola v Le Bec – Lanfrank z Pavie a Anselm z Canterbury. Praha: Filosofia, 2004.
- Metafyzika jako věda – Ibn Síná a Ibn Rušd ve scholastické diskusi. Praha: Filosofia, 2006.
- Aristoteles christianus. Peripatetická tradice v latinském myšlení 10. a 11. století. Ostrava: Montanex, Ostravská univerzita, 2008.
- Papežovo ďábelské vědění. Věda a filosofie v době Gerberta z Aurillacu. Ostrava : Montanex, Ostravská univerzita, 2010.
- Matematické listy Gerberta z Remeše. Praha, 2014. [Překlad společně s R. Psíkem.]

### Skripta
- Středověké myšlení. Text pro distanční studium. Ostrava: Ostravská univerzita, 2005.
- Filosofie a její vybrané problémy. Úvod do filozofie. Ostrava: Ostravská univerzita 2007.

### Studie

#### 2011-2015
- From the Proof of God’s Existence to the Abacus“, in Śląskie Studia HistorycznoTeologiczne 47/1 (2014), 49–58
- Mezi matematikou a filozofií: poznámky k dopisu Gerberta z Remeše Konstantinovi z Fleury“, in 35. mezinárodní konference Historie matematiky, ed. J. Bečvář, M. Bečvářová, Praha 2014, 211–222
- The Interpretations and Applications of Boethius's Introduction to the Arithmetic II, 1 at the End of the 10 th Century“, in GERBERTVS – International Academic Publication on History of Medieval Science 5 (2014), 33–56
- Arabské intelektuální inspirace latinského Západu kolem roku 1000“, in Dějiny věd a techniky 46/4 (2013), 217–237
- Výklady Boethiova Úvodu do aritmetiky II, 1 na sklonku 10. století“, Teorie vědy 35/3 (2013), 397-430
- Aritmetika a Bůh na přelomu antiky a středověku“, in Situovaná věda. Filozofické a společenské kontexty vědeckého poznání, ed. Z. Kalnická, M. Škabraha, Ostrava 2013, 133–151
- Raně scholastické univerzálie – formulace a transformace otázky v 11. století (tzv. vokalismus a Anselm z Canterbury)“, in Studia neoaristotelica – Supplementum I (2012): Univerzálie ve scholastice, ed. D. Heider, D. Svoboda, 32–47
- Regulae multiplicationis v abacistických textech Gerberta z Remeše, Abbona z Fleury, Herigera z Lobbes a Bernelia z Paříže. Pro-Fil. 2011, r. 12, č. 1, s. 3–41. PDF

#### 2006-2010
- Gerbertův úvod do geocentrické astronomie. Teorie vědy. 2010, r. 32, č. 4, s. 507-533.
- Popis a konstrukce astrolábu podle raně středověkých textů. Aithér. 2010, r. 2, č. 3, s. 89-123. PDF[nedostupný zdroj]
- Gerbert z Aurillacu a abacistické počtářské umění. Dějiny věd a techniky. 2010, r. 43, č. 2, s. 77–102.
- Nejstarší středověké latinské texty o astrolábu. In OTISK, M. et al. Tradice a modernost. Perspektivy dialogu. Ostrava: Ostravská univerzita, 2010, s. 73–90.
- Pojem boží všemohoucnosti u Anselma z Canterbury a Petra Damianiho. Filozofia. Roč. 65, čís. 6, s. 574–588. Dostupné online. ISSN 0046-385X.[nedostupný zdroj]
- Horologium Gerberta z Remeše a časová klimata v raném středověku. Pro-Fil. 2009, r. 10, č. 2, s. 23–44. Online
- Hledání původu otázky. Aithér. 2009, r. 1, č. 2, s. 192–196. PDF Archivováno 26. 3. 2010 na Wayback Machine.
- A dialecticis libera nos, Domine! Filosofický časopis. 2009, r. 57, č. 2, s. 169–190.
- Dějiny filosofie jako zdroj útěchy. Aithér. 2009, r. 1, č. 1, s. 90–93. PDF[nedostupný zdroj]
- Jeden jediný, jeden trojjediný nebo tři jediní. In JABŮREK, M. (ed.). Jednota a mnohost. Sborník z mezinárodní konference Centra pro práci s patristickými, středověkými a renesančními texty k osmdesátinám Karla Flosse. Brno: CDK, 2008, s. 84–98.
- Vokalismus – raná podoba nominalismu. Organon F. 2008, r. 15, č. 3, s. 304–322.
- Medium aevum jako corpus christianorum? In ZATLOUKAL, O.; ZATLOUKAL, P. (eds.). Luk a lyra. Ze sbírek Arcidiecézního muzea v Kroměříži. Olomouc: Muzeum umění Olomouc, 2008, s. 41–45.
- Arabská a evropská věda mezi antikou a středověkem. In HOUSER, P. (ed.). Kapka metanového deště. Další dialogy o současné vědě. Praha: Dokořán, 2007, s. 70–84.
- Similitudo a imago dei – prostředky k divinaci člověka v Monologionu. In DVOŘÁK, P. (ed.). Analogie ve filosofii a teologii. Brno: CDK, 2007, s. 59–76.
- Sedm sloupů moudrosti. In Philosophica-Psychologica-Sociologica 235/12. Ostrava: Ostravská univerzita 2007, s. 79–93.
- Ibn Rušdův Bůh mezi metafyzikou a fyzikou. Nový Orient. 2007, r. 62, č. 2, s. 28–31.
- Significatio a appellatio v sémantice Anselma z Canterbury. Studia Neoaristotelica. 2006, r. 3, č. 2, s. 160–179.
- Ravennský spor o rozdělení filosofie. In SPFFBU B 53. Brno: Masarykova univerzita, 2006, s. 5–19.
- Raně středověký latinský Aristotelés. In KAPOUNOVÁ, J. (ed.). Přínos univerzit k transformaci regionů. Ostrava: Ostravská univerzita, 2006, s. 108–114.

#### 2000-2005
- Problematika jmen a paronym mezi gramatikou a dialektikou v raném středověku. Reflexe. 2005, č. 27, s. 59–84.
- Komenského encyklopedická moudrost a její inspirace. In Philosophica-Psychologica-Sociologica 221/10. Ostrava: Ostravská univerzita, 2005, s. 154–178.
- Bůh v Ibn Sínově božské vědě. Nový Orient. 2005, r. 60, č. 2, s. 43-47.
- Vznik, rozkvět, pád a současnost Židovské náboženské obce v Ostravě. In OTISK, M. (ed.). Město v nás. Příběhy ostravských Židů. Ostrava: Montanex, 2004, s. 4.
- Problém s interpretací "unum argumentum" z "Proslogionu". Filosofický časopis. 2003, r. 51, č. 6, s. 993–997.
- Rozum jako autorita. In Philosophica-Psychologica-Sociologica 207/8. Ostrava: Ostravská univerzita, 2002, s. 126–152.
- Vliv Aristotelova myšlení na eucharistický spor 11. století. Religio: revue pro religionistiku. 2002, r. 10, č. 2, s.253–266.
- Jak rozumět Anselmovu realismu? Filosofický časopis. 2002, r. 50, č. 6, s. 893-904.
- Lanfrank a scholastická metoda. In SPFFBU B 49. Brno: Masarykova univerzita, 2002, s. 35–49.
- Anselmovy důkazy z Monologionu jako peripatetické texty. Pro-Fil. 2002, r. 3, č. 1. Online
- Doplnění Anselmova důkazu z Proslogionu Janem Dunsem Scotem. Religio: revue pro religionistiku. 2000, r. 8, č. 2, s. 161–168.

#### Popularizace
- Cesty arabské a raně středověké vědy I: Zmizela věda z Evropy? Computerworld – Scienceworld. Praha: IDG Czech, 2006. Online
- Cesty arabské a raně středověké vědy II: Toledský šok. Computerworld – Scienceworld. Praha: IDG Czech 2006. Online
- Cesty arabské a raně středověké vědy III: Přenos vědy do Evropy. Computerworld – Scienceworld. Praha: IDG Czech 2006. Online
- Komenský jako filozof. In Planeta Země – vzdělávací encyklopedie. Praha: Česká media amercom, 2005, s. 57–58.